# Comuna Kneajpil, Starîi Sambir
Kneajpil (în ucraineană Княжпіль) este o comună în raionul Starîi Sambir, regiunea Liov, Ucraina, formată din satele Kneajpil (reședința), Kropîvnîk, Mihovo și Velîke.

## Demografie
Componența lingvistică a comunei Kneajpil
     Ucraineană (99,88%)
     Alte limbi (0,12%)
Conform recensământului din 2001, majoritatea populației comunei Kneajpil era vorbitoare de ucraineană (99,88%), existând în minoritate și vorbitori de alte limbi.